# Léon Lesambo
Léon Lesambo Ndamwize (ur. 21 czerwca 1929 w Mushie, zm. 19 listopada 2017 w Kinszasie) – duchowny rzymskokatolicki z Demokratycznej Republiki Konga, w latach 1967-2005 biskup Inongo.

## Życiorys
Święcenia kapłańskie przyjął 21 lipca 1956. 12 czerwca 1967 został prekonizowany biskupem Inongo. Sakrę biskupią otrzymał 15 października 1967. 27 lipca 2005 przeszedł na emeryturę.